# عایشه تزل
عایشه تزل (انگلیسی: Ayşe Tezel؛ زادهٔ ۱۹ سپتامبر ۱۹۸۰) بازیگر اهل بریتانیا-ترکیه است.